# جولی استراین
جولی استراین (انگلیسی: Julie Strain) (زاده ۱۸ فوریه ۱۹۶۲ – درگذشته ۱۰ ژانویه ۲۰۲۱) یک هنرپیشه و مدل آمریکایی بود. او توسط مجله پنت‌هاوس به عنوان بهترین مدل در ماه ژوئن ۱۹۹۱ و بهترین مدل سال در سال ۱۹۹۳ انتخاب شد. بزرگ‌ترین نقش اصلی او در نقش اصلی، قهرمان فیلم هوی متال ۲۰۰۰ بود. او در فیلم نابرده رنج، گنج میسر نمی‌شود هم بازی کرد.

## درگذشت
بسیاری از دوران جوانی او توسط یادزدودگی پس‌گستر به دلیل آسیب به سر پس از سقوط از اسب او از حافظه او پاک شد. در نوامبر ۲۰۱۸، دوست پسرش دیو گرام اعلام کرد که او در مراحل پایانی زوال عقل است، که تصور می‌شود در نتیجه سقوط او بوده‌است و تحت مراقبت‌های آسایشگاهی در خانه است.
در ژانویه ۲۰۲۰، استودیویی که استرین مکرراً با آن کار می‌کرد، به اشتباه گزارش داد که او درگذشته است، اما پس از مشخص شدن خطا، به سرعت اظهارات خود را پس گرفت. یک سال بعد، استرین در ۱۰ ژانویه ۲۰۲۱ در سن ۵۸ سالگی درگذشت.